# Zits
Zits er en amerikansk tegneserie som er skrevet af Jerry Scott og tegnet af Jim Borgman. 
Tegneserien handler om den 15 år dreng Filip Dalbjerg(engelsk:Jeremy Duncan) og hans liv.

## Historie
I 1996 tegnede Jim Borgmann serien Baby Blues, en serie om et børnehjem. Jerry Scott havde samtidig skrevet manuskriptet til en historie han ønsker at få udgivet i fremtiden. Han spurgte Borgmann om han kunne tegne for ham og i 1997 kom den første Søndagsside med Zits ud. Serien er siden 2003 blevet trykt i tegneserien Basserne.

## Figurer
Filip Dalbjerg
Filip er seriens hovedperson, og det er hans liv der skrives om. Han er vokalist i et rockband, hvis navn skifter mellem "Gedeostepizza," "Fjottes Kasket" og "Frosthøns," sammen med Stanislaw Mroz, Tim Olsen og Pierce.  Han er sammen med den modebevidste hidsigprop Sara.
Meget af hans fritid går til at studere lektier, spille i det nævnte rockband og brokke sig over forældrene. Filip har desuden et folkevognsrugbrød, som han går og pusler med sammen med Stanislaw.
Jan Dalbjerg
Jan Dalbjerg er far til Filip og Frank. Han er gift med Connie. Han er tandtekniker, og er fuldstændig uvidende om det meste som sker i den teknologiske verden.
Connie Dalbjerg
Connie Dalbjerg er mor til Filip og Frank. Hun er psykolog, og det har Filip op til flere gange prøvet at udnytte til sin fordel fordel. Som at lege satanist for at få sig en ny computer. Connie  er den af det to forældre der mest forstår Filip og hans verden, og er som regel den som sætter Walt ind i nye udtryk. En af hendes hobbyer er at finde nye måder at få vækket Filip.
Chad Duncan
Chad Duncan er Conny og walters søn og storebror til Filip. Han er den i familien der er mindst opmærksomhed på. Det sker som regel når han er hjemme på besøg. Han studerer i udelandet og er gift. Han er 23 år gammel.
Stanislaw Garcia
Stanislaw (tidliger Hector) er Jeremys bedsteven. Han er også 15 år men er en del højere. Han spiller guitar i rockbandet Gedeostepizza med Filip Dalbjerg Tim Olsen og Pierce. Han er Hans tidligere kæreste er line som nu er kæreste med Autumn.
Pierce
Pierce er en af Filips bedste venner. Han har 45 piercinger i hovedet. Han har det med ofte at opføre sig mærkeligt. En gang tatoverede han sko på sine fødder så han kunne gå barfodet i skole. En anden gang klædte han sig som en kineser, drak te til frokost og snakkede i Haiku-form. Han spiller trommer i rockbandet Gedeostepizza. Han har også sære hobbyer, som at samle på navelloe som D'ijon senere skal strikke en trøje af.
Tim Olsen
Tim er en af af Filips bedstevenner og guitarist i bandet Gedeostepizza. Han har blåt hår og pandehår der gør at man ikke ser hans øjne. Han spiller klaver i bandet.
Sara Toomey
Sara er nogle gange Filips kæreste. Hun er en hidsig og moderigtig 15-årig som elsker at shoppe sammen med veninden D'ijon. Hun har altid forslag til hvordan Filip gå klædt. Hun er meget optaget af at folk udtaler hendes navn Sara og ikke Sarah.
D'ijon
D'ijon er Pierces franskfødte kæreste. Hun er også Saras veninde. Hun har en kopi af Edvard Munchs Skriget tatoveret på tungen. Hun er den eneste som ikke synes at pierce er sær.
Phobee
Phobee er en af Filips klassekammerater. Hun snyder meget og henter svarene på sine lektier ned fra internettet. Derfor hun det højeste karaktergennemsnit af alle i klassen. Et af hendes kendetegn er at hun har solgt sin sjæl og at hun ikke har pupiller i øjnene.
Nita
Nita er Stanislaws kæreste. Hun er en meget streng vegetar hvilket gør at hun ofte kommer i konflikt med Filip.
Brittany
Brittany er en anden af Filips klassekammerater. Hun fortæller sladder til det fleste uanset om det ved det eller ej. En gang fortalte hun Tim at Lisa havde slået op med ham. Tim spurte hvem Lisa var, og Brittany svarede at Lisa var forelsket i ham i frokostpausen men fandt ud at hun ikke kunne lide Michael bagefter.
Richogamy
Richogamy er to personer som har klemt sig sammen siden 6. klasse i børnehaven. Siden har de aldrig sluppet taget, bortset fra når en af dem skal på toilettet eller når det ikke er i samme klasserum. Amy har kærlighedssorger når det sker. Det har også samme sko (at det begge havde en fod hver sko) og omtaler sig selv som vi eller os.

## Bøger
- Zits 1: Hva' glor i på?
- Zits 2: Er vi ude af indkørslen nu?
- Zits 3: Strålende humor!
- Zits 4: Sådan et blik skal du ikke sende mig, unge mand!

## Priser
- Reuben Awards 2001 (Jim Borgmann)
- National Cartoonists Society 2003 (Jerry Scott)

Zits bliver udgivet i 1.500 aviser og er oversat til otte sprog (norsk, svensk, tysk, finsk, kinesisk, spansk, fransk og dansk).